# Iwanowka (Tschuwaschien, Porezki)
Iwanowka (russisch Ивановка) ist eine Derewnja (Dorf) in der russischen Republik Tschuwaschien. Der Ort gehört zur Landgemeinde Mischukowskoje selskoje posselenije im Porezki rajon. Er wird fast ausschließlich von Russen bewohnt.

## Geographie
Iwanowka liegt südlich der Einmündung des kleinen Flusses Kudaschkelei in den Fluss Menja 22 Kilometer südwestlich vom Rajonzentrum Porezkoje. Der Gemeindesitz Mischukowo liegt 1,5 Kilometer nordwestlich. Die nächste Bahnstation ist Ardatow in der Siedlung der Station Ardatow an der Strecke von Rusajewka nach Kanasch 34 Kilometer südlich.

## Bevölkerungsentwicklung
| Jahr | Einwohner |
| ---- | --------- |
| 2002 | 195       |
| 2010 | 150       |

Anmerkung: Volkszählungsdaten